# Počinok
Počinok (rusky Починок) je město ve Smolenské oblasti Ruské federace. Při sčítání lidu v roce 2010 měl 8776 obyvatel.

## Poloha
Počinok leží na řece Chmaře, pravém přítoku Sože v povodí Dněpru. Od Smolensku, správního střediska oblasti, je Počinok vzdálen přibližně padesát kilometrů na jih, od hranice s Běloruskem přibližně padesát kilometrů na severovýchod.

## Dějiny
Počinok vznikl v roce 1868 u stanice na nové železniční trati z Roslavlu do Smolenska.
Městem se stal Počinok v roce 1926.
Za druhé světové války byl Počinok od července 1941 do září 1943 obsazen německou armádou.

### Rodáci
- El Lisickij (1890–1941), výtvarník
- Alexandr Trifonovič Tvardovskij (1910–1971), spisovatel